# جورج جينجر
جورج جينجر (1863 - 29 نوفمبر 1938) كان من هواة جمع الطوابع البريطانيين، وقّع على قائمة هواة جمع الطوابع المتميزين عام 1934. كان جينجر خبيرًا في طوابع فيكتوريا، وشخصية بارزة في أوساط هواة جمع الطوابع في مانشستر.
في عام 1930، مُنح جينجر ميدالية تابلينج من الجمعية الملكية لهواة جمع الطوابع في لندن لعرضه طوابع دياديم الخاصة بنيوساوث ويلز.
تُشكّل مجموعته من المواد الطوابعية المتعلقة بفيكتوريا للفترة من 1850 إلى 1883 جزءًا من مجموعات طوابع المكتبة البريطانية. نُقلت من متحف مانشستر بجامعة مانشستر عام 2006.